# Pinchbeck (alliage)
Pour les articles homonymes, voir Pinchbeck.

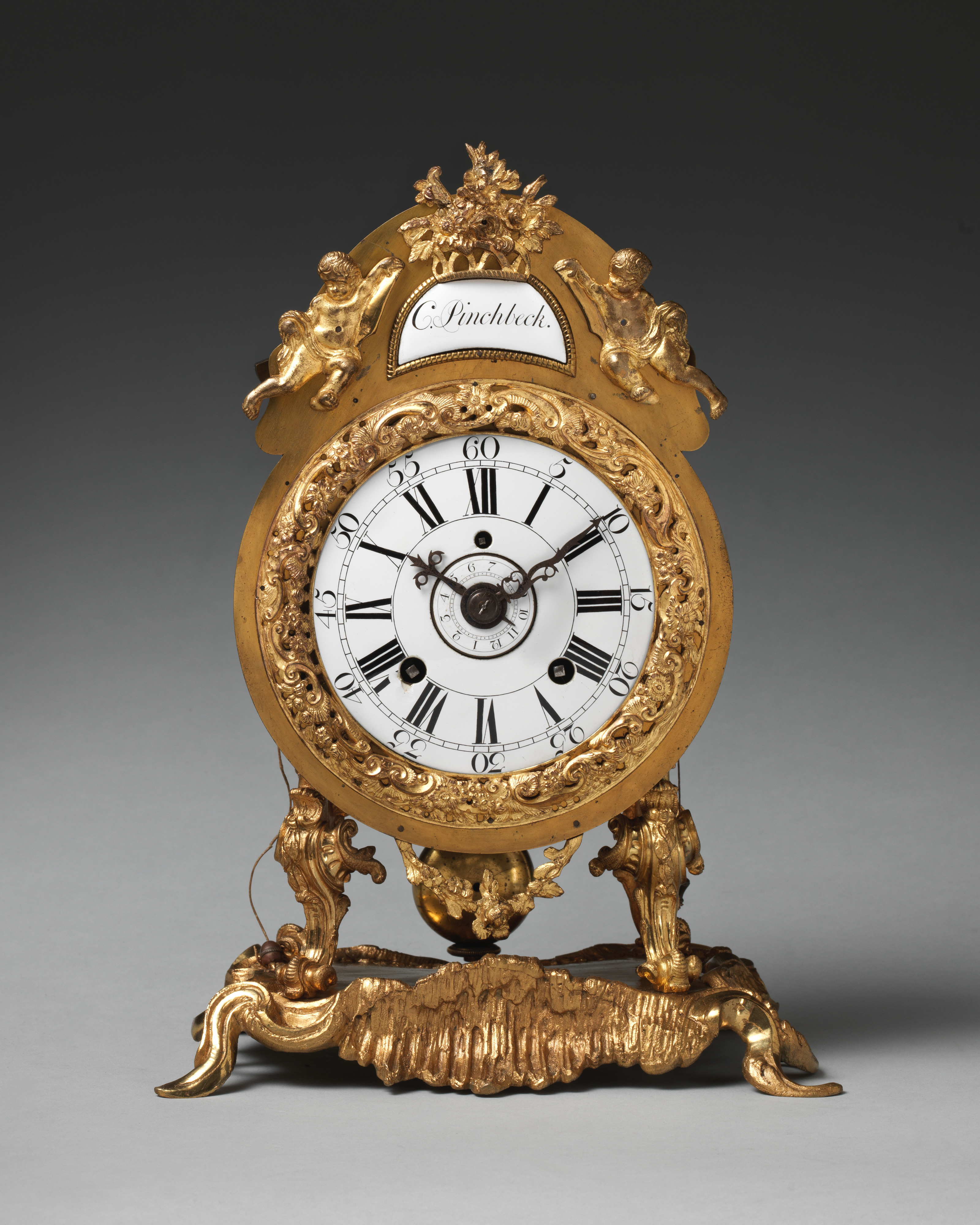
Horloge de table en Pinchbeck.

Le pinchbeck (ou peinchebec) est un alliage de cuivre (89-93%) et de zinc (7-11%), imitant l’or, inventé au début du 18ème siècle par l’horloger anglais Christopher Pinchbeck. Par extension, le terme est parfois appliqué à d'autres alliages bon marché imitant l'aspect de l'or.